# Омутное
Омутное — деревня в Томском районе Томской области России. Входит в состав Воронинского сельского поселения. Население 0 чел. (2021) .

## География
Находится на востоке региона, на реке Щербак, запруженной на южной окраине деревни.
Географическое положение
Расстояние до
центра поселения д. Воронино: 45 км.
областного и районного центра г. Томск: 55 км.

## История
На начало Великой Отечественной войны Омутное входило в состав Туганского района, в Григорьевский сельсовет.
В соответствии с Постановлением Главы администрации Томского района № 68 от 14.04.1997 года «О реформировании органов местного самоуправления на территории Томского района» д. Омутное вошла в Воронинский сельский округ, образованный в 1997 году в границах Семилуженской сельской администрации.
В соответствии с Законом Томской области от 12 ноября 2004 года № 241-ОЗ деревня вошла в муниципальное образование Воронинское сельское поселение.

## Население
| 2008 | 2009 | 2010 | 2011 | 2012 | 2013 | 2014 | 2015 | 2021 |
| ---- | ---- | ---- | ---- | ---- | ---- | ---- | ---- | ---- |
| 14   | →14  | ↘7   | →7   | ↘6   | →6   | ↘5   | ↗7   | ↘0   |

## Инфраструктура
Личное подсобное хозяйство. Лесное хозяйство.

## достопримечательность
«Известковая скала на р. Щербак» — памятник природы.

## Транспорт
Просёлочные дороги.